# Vasilīs Chrīstidīs
Vasilīs Christīdīs (in greco Βασίλης Χρηστίδης?; Salonicco, 10 luglio 1998) è un cestista greco.